# Dirty Rotten Scoundrels
Dirty Rotten Scoundrels (titulada Un par de seductores en España y Dos pícaros sin vergüenza en Hispanoamérica) es una comedia de 1988 protagonizada por Michael Caine y Steve Martin y dirigida por Frank Oz. Se trata de un remake de la película Bedtime Story del año 1964, titulada Dos seductores en español y protagonizada por David Niven y Marlon Brando.

## Sinopsis
El argumento de la película se desenvuelve en torno a dos pícaros seductores de mujeres adineradas, cuyo objetivo es enamorarlas y sacarles una importante suma de dinero bajo pretexto de ser utilizado en causas nobles u otros fines de semejante naturaleza, aunque en realidad es para engrosar sus fortunas personales. Ambos «seductores» coinciden en un pueblo de gente adinerada y (viendo que entre los dos se molestan mutuamente) deciden hacer una apuesta: conseguir sacar 50 000 dólares de una mujer en concreto; el perdedor deberá abandonar ese pueblo para siempre, dejando vía libre al otro.

## Argumento
Lawrence Jamieson es un estafador británico sofisticado y adinerado que opera en la ciudad de Beaumont-sur-Mer en la Riviera Francesa. Con la ayuda de su sirviente Arthur y el amoral oficial de policía Andre, Lawrence seduce a mujeres ricas y las estafa por sumas de gran valor haciéndose pasar por un príncipe exiliado que recauda dinero para los luchadores por la libertad de su país. Mientras regresa de un viaje a Zúrich, Lawrence se encuentra con Freddy Benson, un estafador estadounidense poco sofisticado que se jacta de estafar a mujeres con cantidades relativamente escasas con historias de su abuela enferma.
Después de que Freddy interfiere inadvertidamente con el último objetivo de Lawrence, Lawrence lo engaña para que abandone la ciudad, siguiendo a una guapa “rica” a Portofino. Sin embargo, después de conocer a una de las antiguas víctimas de Lawrence, Freddy se da cuenta de que Lawrence es un estafador, regresa a Beaumont-sur-Mer y chantajea a Lawrence para que lo entrene. Lawrence le enseña a Freddy su refinado estilo de engaño (con éxito limitado) y desarrolla una nueva estafa en la que Freddy interpreta a su hermano con discapacidad mental para ahuyentar a las mujeres una vez que Lawrence tiene su dinero. Freddy renuncia después de que Lawrence se niega a pagarle una parte de las ganancias mal habidas. 
No dispuesto a compartir su territorio con Freddy, Lawrence propone una apuesta que Freddy acepta: el primero en estafar $50.000 de una víctima seleccionada gana, y el que pierde abandonará la ciudad. Eligen a una turista recién llegada, la ingenua "reina del jabón de Estados Unidos", Janet Colgate. Lawrence intenta su estafa habitual, pero Freddy interviene, haciéndose pasar por un veterano parapaléjico y psicosomático de la Marina de los Estados Unidos que necesita $50.000 para recibir tratamiento del psiquiatra "Dr. Emil Schaffhausen." En respuesta, Lawrence se hace pasar por el "Dr. Schaffhausen" y acepta tratar a Freddy si Janet le paga $50.000 directamente. 
Lawrence y Freddy compiten por la atención de Janet, con Lawrence atormentando a Freddy con el pretexto de un tratamiento y Freddy manipulándola con un falso intento de suicidio. Una noche, en un club, Lawrence baila con Janet y se burla de Freddy, vestido en uniforme de marinero, lo que molesta a algunos marineros británicos cercanos. Freddy los convence de que Lawrence le robó a Janet y los marineros acceden a ayudar. 
Más tarde, Lawrence se entera de que Janet no es rica, habíendo ganado sus vacaciones y su título en un concurso de una empresa de telenovelas. Sin embargo, había liquidado todos sus bienes para ayudar a Freddy. Conmovido por su genuina amabilidad y generosidad, y adhiriéndose a su código personal de nunca aprovecharse de los pobres o virtuosos, Lawrence cancela la apuesta. Freddy contraataca con una nueva apuesta: gana el primero en seducir a Janet. Lawrence se niega a participar pero acepta que si Freddy tiene éxito, él gana.
Después de que los marineros secuestran a Lawrence, Freddy regresa a la habitación del hotel de Janet y le demuestra su "amor," como si ella lo hubiera inspirado a andar. Lawrence también está en la sala y declara que Freddy está curado. Lawrence revela que había apaciguado a los marineros al ensenarles su identificación como oficial de la Real Reserva Naval Británica.
Deja a Freddy con los marineros que se burlan de él y lo intimidan físicamente hasta la mañana mientras Lawrence lleva a Janet al aeropuerto para irse a casa. Sin embargo, Janet regresa a su habitación de hotel, encuentra a Freddy esperandola, y ella le declara su amor. Andre le informa a Lawrence que se prepara para aceptar su derrota, pero Janet llega a la villa de Lawrence llorando y revela que Freddy robó los $50.000 que ella había recaudado para él. Lawrence le regala una bolsa que contiene $50.000 de su propio dinero, la devuelve al aeropuerto, y le ordena a Andre que arreste a Freddy. Antes de que despegue su avión, Janet le devuelve la bolsa a Lawrence y le dice que no puede aceptarla. Andre llega con Freddy, quien afirma que Janet le robó la billetera y la ropa. Lawrence abre la bolsa y encuentra el dinero reemplazado por una nota que revela que Janet es el Chacal, una destacada estafadora estadounidense. Freddy está furioso, pero Lawrence se alegra de haber sido engañado con tanta habilidad.
Una semana después, Freddy y Lawrence contemplan su pérdida en la villa de Lawrence. Llega un grupo de turistas adinerados liderados por Janet, que se hace pasar por una agente inmobiliaria de alto valor. Mientras los turistas se dirigen a la villa, Janet les dice a Lawrence y Freddy que, si bien ganó millones el año pasado, tomar su dinero fue lo más divertido. Lawrence y Freddy asumen sus roles en la artimaña de Janet mientras el trío se prepara para estafar a sus últimas víctimas.

## Localizaciones
La película se rodó en Francia, en diferentes sitios del departamento de Alpes Marítimos:
- Antibes
- Aeropuerto de Cannes-Mandelieu, Cannes
- Beaulieu-sur-Mer
- Grand-Hôtel du Cap Ferrat, Saint-Jean-Cap-Ferrat
- Villa Ephrussi de Rothschild,[2] Saint-Jean-Cap-Ferrat
- Villa Hier, es una villa privada que representa la vivienda de Lawrence Jamieson (el personaje interpretado por Michael Caine), está ubicada en la punta del Cap d’Antibes.
- Niza
- Villefranche-sur-Mer

## Musical
A principios de 2005 Dirty Rotten Scoundrels fue adaptada bajo la forma de una comedia musical de Broadway, con el mismo título. Escrita y dirigida por Jeffrey Lane, sus protagonistas fueron Juan Lithgow, Norberto Leo Butz, y Sherie Rene Scott. La obra fue nominada, en el año 2005, a varios Premios Tony, incluyendo mejor comedia musical. También fueron nominados los tres intérpretes principales de la comedia, en las categorías de mejor actor y mejor actriz. Resultando Norberto Leo Butz ganador del premio a mejor actor.
El musical de Broadway fue adaptado al español en 2008 (con la comedia teatral mexicana Una Eva y dos patanes) y en 2014 (con la comedia teatral argentina Dos pícaros sinvergüenzas):
- La adaptación teatral mexicana, Una Eva y dos patanes, fue producida por el grupo Ocesa Teatro. La obra estuvo protagonizada por Eugenio Derbez, y también contó con la presencia de Eugenio Montessoro, Alessandra Rosaldo, Darío Ripoll, Shaula Vega y Frida, (quien reemplaza a Jacqueline Voltaire), entre otros.[3]
- La adaptación teatral argentina, Dos pícaros sinvergüenzas, fue dirigida por Marcos Carnevale y protagonizada por Guillermo Francella y Adrián Suar.